# Dans l'ombre du maître

Dans l'ombre du maître est un téléfilm français réalisé en 2005 par David Delrieux et diffusé en 2008.

## Synopsis
Nicolas Coste, psychiatre de renom, spécialiste de pathologies délirantes et hallucinatoires dirige avec sa femme Clara une clinique près de Marseille. On lui demande de s'occuper à domicile d'Elisabeth, une jeune et belle femme de vingt-cinq ans, en proie, selon sa mère, à des hallucinations, depuis six mois. Elisabeth croit que Beethoven veut qu'elle termine sa dixième symphonie. Pendant ses transes, Elisabeth, qui prétend ne pas savoir la musique, écrit cette symphonie. Une brève liaison amoureuse a lieu entre la patiente et le psychiatre.
L'idée vient d'une anecdote racontée par Glenn Gould : dans un article, il écrivit qu'une femme de sa connaissance prétendait écrire sous la dictée de grands compositeurs morts. Il terminait son propos en posant cette question : « A quand la 10e de Beethoven ? »
L'histoire fait aussi penser à l'expérience de Rosemary Brown.
C'est une réussite. Elisabeth est la fille d'un compositeur de comédies musicales qui a abandonné sa famille (le psychiatre risque d'agir de la même façon); sa mère voudrait tout gommer. Tout est en place pour l'hystérie.

## Fiche technique
- Titre : Dans l'ombre du maître
- Titre de travail : La Xe de Beethoven
- Réalisation : David Delrieux
- Scénario : Catherine Bergaud, Paul Berthier et Frédéric Krivine
- Musique : Charles Court
- Photo : Joël David
- Durée : 115 minutes
- Dates de diffusion :
  - Février 2007, au festival de film de télévision de Luchon
  - le 23 février 2008, sur France 3

## Distribution
- Bruno Todeschini : Nicolas
- Julie Delarme : Elisabeth
- Marthe Keller : Maria
- Louis-Do de Lencquesaing : Marchelier
- Alicia Alonso : Laure
- Ninon Brétécher : Clara Coste
- Dimitri Rafalsky : Scuruchewski
- Sava Lobov : Dhers
- Nicolas Diaz Defrance : Rémy
- Louise Artru : Flora